# Тарноградский, Валерьян Петрович
Валерья́н Петро́вич Тарногра́дский (20 августа 1880, Уланов, Подольская губерния — май 1945, Тайшет, Иркутская область) — советский и украинский поэт-лирик, журналист, педагог.

## Биография
Валерьян Тарноградский родился 20 августа 1880 года в селе Уланов, Литинский уезд, Подольская губерния (ныне в Хмельницком районе Винницкой области) в семье молодого учителя.
Отец — Пётр Сильвестрович Тарноградский — не получил высшего образования. Хотя он и поступил в Киевский университет, но в 1878 году за участие в студенческих беспорядках непокорного студента исключили из университета. После этого Пётр Сильвестрович работал учителем в сельских школах Подолья и домашним учителем в губернском центре. Ему удалось сэкономить немного денег и купить четверть домика на окраине Винницы. Вскоре тяжёлая болезнь оборвала жизнь Петра Тарноградского.

### Подольский период
Валерьян остался вдвоём с матерью, которая пыталась выучить сына, чтобы он выбился в люди. В 1890 году Валерьян поступил на учёбу в Каменец-Подольскую гимназию. Через четыре года его исключили за «неявку на занятия». В дальнейшем Тарноградский пополнял знания самообразованием и в 1898 году сдал экзамен на народного учителя. Тогда же начал работать в сельских школах Литинского уезда.
После первых литературных успехов Тарноградский бросил педагогическую практику и полностью отдался творчеству.

### Киев и возвращение на Подолье
В 1917 году поэт покинул Подолье и перебрался в Киев, который стал центром украинской культурной жизни.
В послевоенном Киеве, который, к тому же, потерял столичный статус, выжить было трудно. В 1920 году Тарноградский вернулся в Винницу. Гонорары за попутные публикации были недостаточными, чтобы на них можно было просуществовать.
В 1924 году вышел его сборник русских стихотворений «Песни Бояна», но в дальнейшем он уже не издавался. Поэт вернулся к обучению, работал в школах Жмеринского района, как селькор писал для местных газет.
В 1929 году вследствие интриг в коллективе Тарноградского уволили на пенсию размером всего 23 рубля. На эти деньги он должен был прожить вместе с женой и десятилетним сыном.

### Времена немецкой оккупации
В июле 1941 года в Винницу вступили немецкие войска. 61-летний поэт остается в Виннице.
Оккупационные власти начали издавать в городе украиноязычную газету «Винницкие вести», в которой работал известный поэт и переводчик Михаил Константинович Зеров (печатался под литературным псевдонимом Михаил Орест). Зеров и пригласил к сотрудничеству Тарноградского. Лишённый средств к существованию, он писал стихи, которые печатали «Винницкие вести», и за это получал гонорары.
Когда оккупационная власть решила разрыть могилы людей, репрессированных в 1930-е годы, Тарноградский откликнулся на это событие стихотворением «Вспомни своих сыновей могилы», которому позднее суждено было обойти зарубежную русскоязычную прессу.
Из опубликованных в «Винницких вестях» произведений автор составил сборник «Поэзия», вышедший в 1943 году в Виннице.

### Неудачная эмиграция
Линия фронта приближалась с востока, немцы отступали, вместе с ними уехали и сотрудники газеты. В ноябре 1943 года Тарноградский тоже решился отправиться в эмиграцию. Он добрался до Львова, далее до Праги, где его поселили в лагере для безработных.
Для пожилого больного поэта это было слишком тяжело, и он решил вернуться домой. В начале весны 1944 года ему удалось доехать до Проскурова (ныне Хмельницкий), далее он пробовал идти пешком и несколько месяцев бродил от деревни к деревне, перебиваясь случайными продуктами. В июле 1944 года его нашли без сознания на поле под Жмеринкой. Врачи констатировали острый психоз, стали настаивать на срочной госпитализации. Но вместо больничного стационара поэт оказался в следственном изоляторе управления НКВД.
15 июля 1944 года в помещении Тарноградского произведён обыск, в результате которого изъяты газетные вырезки и книжка «Поэзия». На следующий день литературовед из НКВД определил, что «означенная книга ценности не имеет, а также не может быть приобщена к делу и служит вещественным доказательством, на основании этого постановил: книгу „Поэзия“ Тарноградского выпуска 1943 года в одном экземпляре уничтожить путём сожжения». 20 июля приговор выполнили, о чём в уголовном деле есть акт за тремя подписями.
На суде Тарноградский просил «предоставить ему возможность заниматься творческой деятельностью на благо Советской Родины». Однако его приговорили к каторжным работам сроком на 18 лет (на тот момент ему было 64 года). Через полгода, в мае 1945 года, Валерьян Тарноградский умер в Тайшетлаге.
6 июля 1945 года — через полтора месяца после смерти поэта — военный трибунал уточнил квалификацию преступления и сократил срок заключения Тарноградского до десяти лет.

## Реабилитация
Через 12 лет, во времена «хрущёвской оттепели», жена обратилась с жалобой: «Я бы хотела, чтобы мой муж был реабилитирован посмертно». На это заместитель прокурора области ответил: жалоба удовлетворению не подлежит.
В 1990 году, когда началась массовая реабилитация невинно репрессированных, прокуратура области и дальше настаивала на том, что оснований для изменения приговора нет. Только 12 февраля 1992 года заключение управления СНБУ в области констатировало: на Тарноградского распространяется действие закона Украины от 17 апреля 1991 года «О реабилитации жертв политических репрессий на Украине» «ввиду отсутствия совокупности доказательств, подтверждающих обоснованность привлечения к ответственности».

## Творчество
Первый интерес Тарноградского к поэзии пришёлся на юношеские годы. Особенно увлекла Валерьяна поэзия Михаила Лермонтова: в образе его гордого лирического героя, в его взаимоотношениях с неприязненным, чужим миром он увидел много общего. На ту пору пришлись первые собственные пробы пера — сначала на русском языке, под выразительным влиянием Лермонтова и других поэтов-романтиков. Вскоре Валерьян стал писать и на украинском языке. Эта двуязычная поэтическая практика, характерная для украинских литераторов XIX века, длилась половину его творческого пути.
В 1903 году Тарноградский дебютировал, впервые опубликовав в газете русскоязычный стих. В следующем году он опубликовал и первое стихотворение на родном языке — в губернской газете «Подолия» (Каменец-Подольский).
Довольный успехом, Валерьян разослал новые произведения на обоих языках в известные издания. Их широко печатали, имя поэта стало узнаваемым для читателей. Молодому автору уделили внимание авторитетные журналы «Украинская хата» и «Литературно-научный вестник», которые занимались молодыми талантами.
В 1908 году увидела свет первая книга поэта — «Стихотворения».
В 1911 году при непосредственном содействии Елены Пчилки (и с посвящением ей) киевское издательство «Родной край» выпустило томик стихов Валериана Тарноградского «Барвинковый цвет». Анонимный автор предисловия (возможно, Елена Пчилка) очень хорошо отозвался о начинающем писателе, который «пишет хорошим, чистым украинским языком, находя соответственно добрую меру между простостью и литературной украшенностью языка; оказывается и выдающийся поэтический талант».
В 1914 году вышли «Одинокие грёзы» Валерьяна Тарноградского.
В 1919 году в Киеве, несмотря на разруху и тяжелую экономическую ситуацию военного времени, Тарноградский издал свою вторую поэтическую книгу на украинском языке — «Бояновы струны».